# Sidi Abdallah Ghiat
Sidi Abdallah Ghiat  (in arabo سيدي عبد الله غيات‎?) è un centro abitato e comune rurale del Marocco situato nella provincia di Al Haouz, regione di Marrakech-Safi. Conta una popolazione di 29 498 abitanti (censimento 2014).